# Schwarz-Weiss Erfurt
Schwarz-Weiss Erfurt är ett damlag i volleyboll som representerar klubben SWE Volley-Team. Klubben bildades 1990 som TuS Braugold Erfurt e.V. och fick sitt nuvarande namn säsongen 2014/2015.
| Säsong    | Liga                     | Plats |
| 1990/1991 | DDR-Liga                 | 5     |
| 1991/1992 | Regionalliga             | 5     |
| 1992/1993 | Regionalliga             | 1     |
| 1993/1994 | 2. Volleyball-Bundesliga | 9     |
| 1994/1995 | 2. Volleyball-Bundesliga | 7     |
| 1995/1996 | 2. Volleyball-Bundesliga | 10    |
| 1996/1997 | Regionalliga             | 1     |
| 1997/1998 | 2. Volleyball-Bundesliga | 6     |
| 1998/1999 | 2. Volleyball-Bundesliga | 7     |
| 1999/2000 | 2. Volleyball-Bundesliga | 4     |
| 2000/2001 | 2. Volleyball-Bundesliga | 6     |
| 2001/2002 | 2. Volleyball-Bundesliga | 3     |
| 2002/2003 | 2. Volleyball-Bundesliga | 2     |
| 2003/2004 | Volleyball-Bundesliga    | 12    |
| 2004/2005 | 2. Volleyball-Bundesliga | 7     |
| 2005/2006 | 2. Volleyball-Bundesliga | 2     |
| 2006/2007 | 2. Volleyball-Bundesliga | 7     |
| 2007/2008 | 2. Volleyball-Bundesliga | 6     |
| 2008/2009 | 2. Volleyball-Bundesliga | 3     |
| 2009/2010 | 2. Volleyball-Bundesliga | 1     |
| 2010/2011 | Volleyball-Bundesliga    | 13    |
| 2011/2012 | 2. Volleyball-Bundesliga | 2     |
| 2012/2013 | 2. Volleyball-Bundesliga | 5     |
| 2013/2014 | 2. Volleyball-Bundesliga | 3     |
| 2014/2015 | 2. Volleyball-Bundesliga | 6     |
| 2015/2016 | 2. Volleyball-Bundesliga | 2     |
| 2016/2017 | Volleyball-Bundesliga    | 11    |
| 2017/2018 | Volleyball-Bundesliga    | 10    |
| 2018/2019 | Volleyball-Bundesliga    | 11    |
| 2019/2020 | Volleyball-Bundesliga    | 10    |
| 2020/2021 | Volleyball-Bundesliga    | 11    |